# Guerra del Pool
La Guerra de Pool fue un conflicto entre la República del Congo y la milicia Ninja en el Departamento de Pool, un departamento en la parte sureste del país. Las tensiones crecieron entre Frédéric Bintsamou (también conocido como Pastor Ntumi) y el presidente congoleño Denis Sassou-Nguesso, después de que Bintsamou impugnara las modificaciones a la constitución. Bintsamou fue anteriormente colaborador de Sassou-Nguesso.
Entre abril de 2016 y abril de 2017, un total de 115 personas murieron en el conflicto. Se estima que 13.000 personas han sido desplazadas como resultado de la violencia.

## Trasfondo
En marzo de 2016, Denis Sassou Nguesso, que gobernó durante más de 30 años como presidente, fue reelegido en las elecciones presidenciales de 2016. Después de que se declarara la victoria de Nguesso, la oposición afirmó que las elecciones fueron un fraude y poco después estallaron los enfrentamientos, en la parte sur de Brazzaville, tres policías y dos hombres armados murieron en los enfrentamientos. El gobierno afirmó que miembros del a guerrilla ninja eran los asaltantes y que eran responsables de los ataques. Según el comunicado del gobierno del martes siguiente, resultaron muertos 2 civiles y 12 asaltantes. El gobierno también declaró que arrestó a cincuenta exmilitantes después de un ataque.

## Cronología
El 4 de abril de 2016, el gobierno congoleño acusó a la milicia Ninja de atacar a las fuerzas de seguridad. La milicia negó las acusaciones, calificándolas de falso pretexto para la represión política. La violencia continuó con eventos como bombardeos por parte de las fuerzas armadas congoleñas y ataques a trenes por parte de la milicia Ninja.  El 18 de abril de 2017, 18 soldados congoleños fueron asesinados por milicianos ninja. El gobierno congoleño y la milicia ninja firmaron un acuerdo de alto el fuego el 23 de diciembre de 2017. Según los términos del acuerdo, los ninjas debían entregar sus armas y cesar su interferencia en el comercio entre las ciudades de Brazzaville y Pointe Noire.

## Tras el cese al fuego
A pesar del final de la guerra, no fue hasta noviembre de 2018 que se reanudó el tráfico del Ferrocarril Congo-Océano.